# Karachanidische Sprache

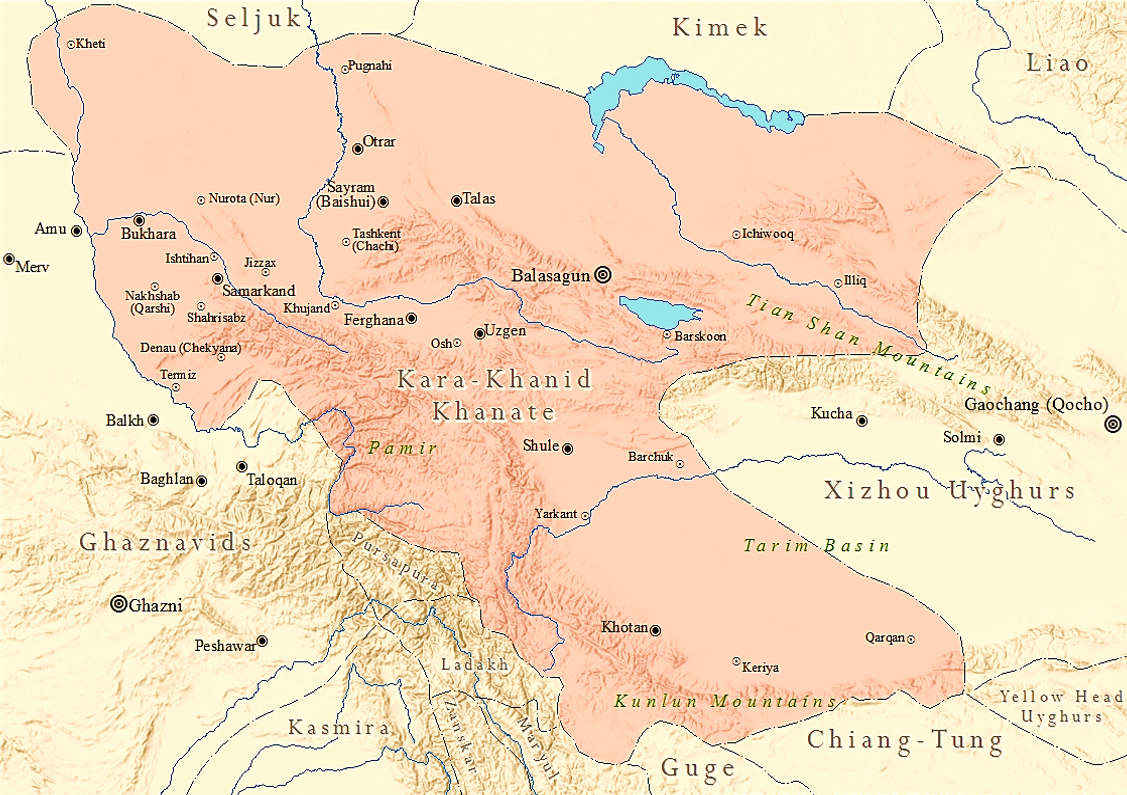
Karte des Karachanidenstaates in den Grenzen von 1006 (nach: The Historical Atlas of China von Tan Qixiang) – mit den Orten (alphabetisch): Balasagun, Barchuk, Barskoon, Bukhara, Denau (Chekyana), Ferghana, Ichiwooq, Illiq, Ishtihan, Jizzax, Keriya, Kheti, Khotan, Khujand, Nakshab (Qarshi), Nurota (Nur), Osh, Otrar, Pugnahi, Qarqan, Samarkand, Sayram (Baishui), Shahrisabz, Shule, Talas, Tashkent (Chachi), Termiz, Uzgen, Yarkant; umgeben von den Staaten bzw. Gebieten (im Uhrzeigersinn) der Seldschuken, Kimek, Liao, Xizhou-Uiguren (Xizhou Huigu), Gelbkopf-Uiguren (Huangtou Huihe), Chiang-Tung, Guge, Maryul, Ladakh, Pursapura, Ghaznawiden und nicht unmittelbar angrenzend im Südwesten: Kaschmir und Zanskar. (Das Khanat der Karachaniden war seit ungefähr den 1040er Jahren in ein Östliches Khanat und ein Westliches Khanat gespalten.)

Karachanidische Sprache ist eine der Bezeichnungen für die türkische Schriftsprache, die in den zentralasiatischen Regionen im 11. und 12. Jahrhundert verwendet wurde. Sie wird dem östlichen Zweig der mitteltürkischen Sprachen zugerechnet. Die Sprache war die islamisch-türkische Literatursprache des Khanats der Karachaniden. Die Sprachdenkmäler sind in uigurischer Schrift und arabischer Schrift überliefert.
Das karachanidische Vokabular wurde von arabischen und persischen Lehnwörtern beeinflusst. Mahmud al-Kaschgaris Wörterbuch der türkischen Dialekte (Dīwān lughāt at-turk) und Yusuf Balasagunis Das glückliche Wissen (Kutadgu Bilig) gelten als wichtige literarische Werke in der karachanidischen Sprache.